# Rhotala niisimae
Rhotala niisimae är en insektsart som beskrevs av Matsumura 1905. Rhotala niisimae ingår i släktet Rhotala och familjen vedstritar. Inga underarter finns listade i Catalogue of Life.